# Pflerschtunnel
Der (Neue) Pflerschtunnel, auch (Neuer) Pflersch-Tunnel oder (Neuer) Pflerscher Tunnel genannt, ist ein Eisenbahntunnel der Brennerbahn in Südtirol (Italien). Er hat eine Länge von 7.349 Metern und ist damit der zweitlängste Tunnel der Brennerbahn nach dem südlicher gelegenen Schlerntunnel. Der Tunnel wurde im Rahmen der Umgestaltung der Brennerbahn errichtet und ersetzt seit 1999 den Alten Pflerschtunnel, den Aster Tunnel. Während der Errichtung des Tunnels wurde auch das Häuschen der ehemaligen Haltestelle Pflersch abgerissen, die bereits seit der Mitte des 20. Jahrhunderts nicht mehr bedient worden war. Die Röhre des Tunnels ist zweigleisig angelegt. Die Bauzeit für den Tunnel betrug aufgrund diverser Probleme 14 Jahre.

## Lage
Der Pflerschtunnel liegt zwischen den beiden italienischen Bahnhöfen Brenner und Gossensaß. Das Nordportal befindet sich bei Brennerbad im Wipptal, wo gleichzeitig die neue Streckenführung beginnt. Von dort aus macht der Tunnel eine lange Schleife durch das Gebirge, um den Höhenunterschied zum Pflerschtal zu überwinden. Einige Kilometer vor dem Bahnhof Gossensaß kommt er am Südportal wieder ans Tageslicht, nur wenige hundert Meter vom Südportal des alten Aster Tunnels entfernt, wo der neu errichtete Streckenabschnitt wieder auf die alte Trasse trifft.
An beiden Portalen befinden sich je ein großzügig angelegter Rettungsplatz.

## Galerie

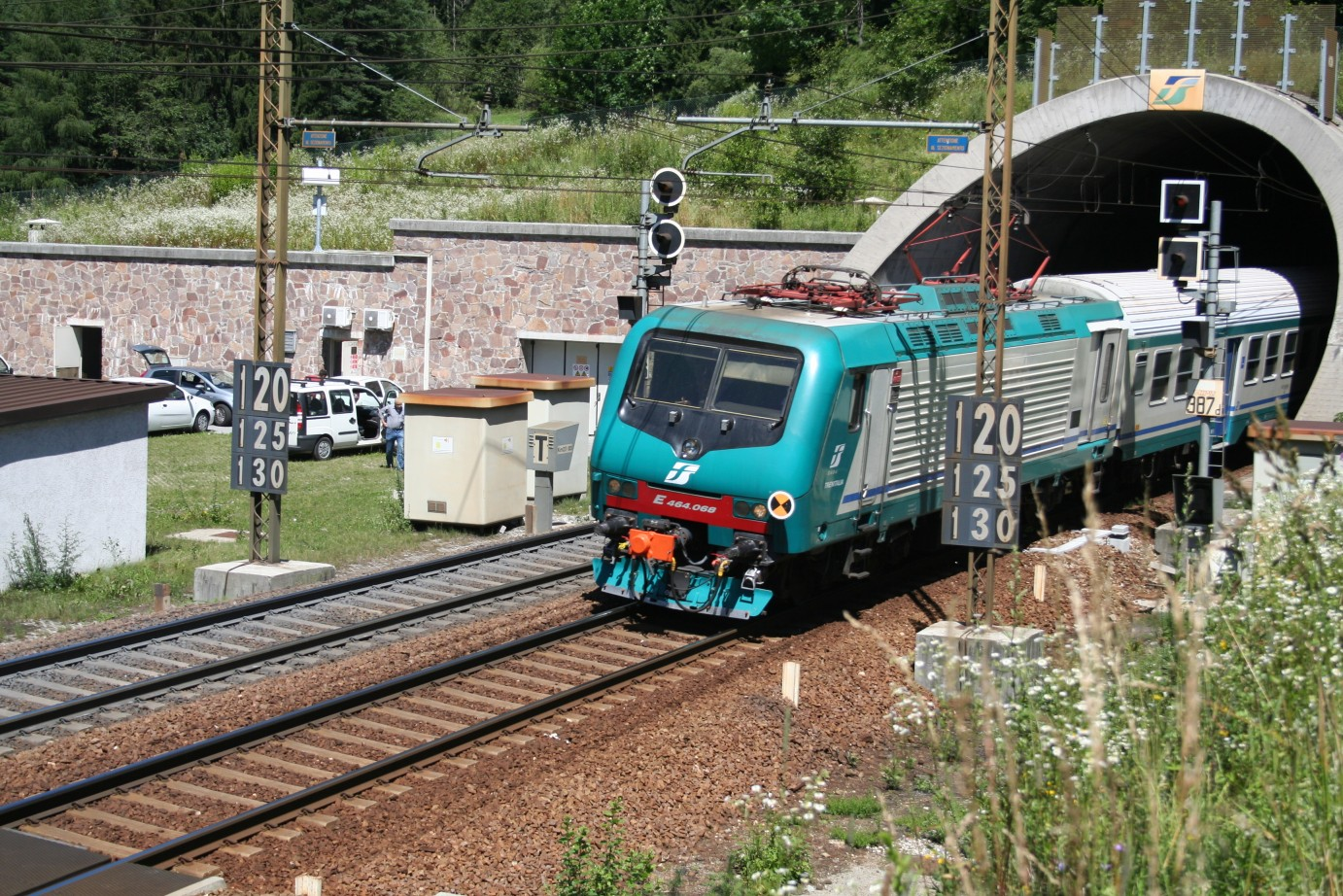
Regionalzug Richtung Bozen am Südportal
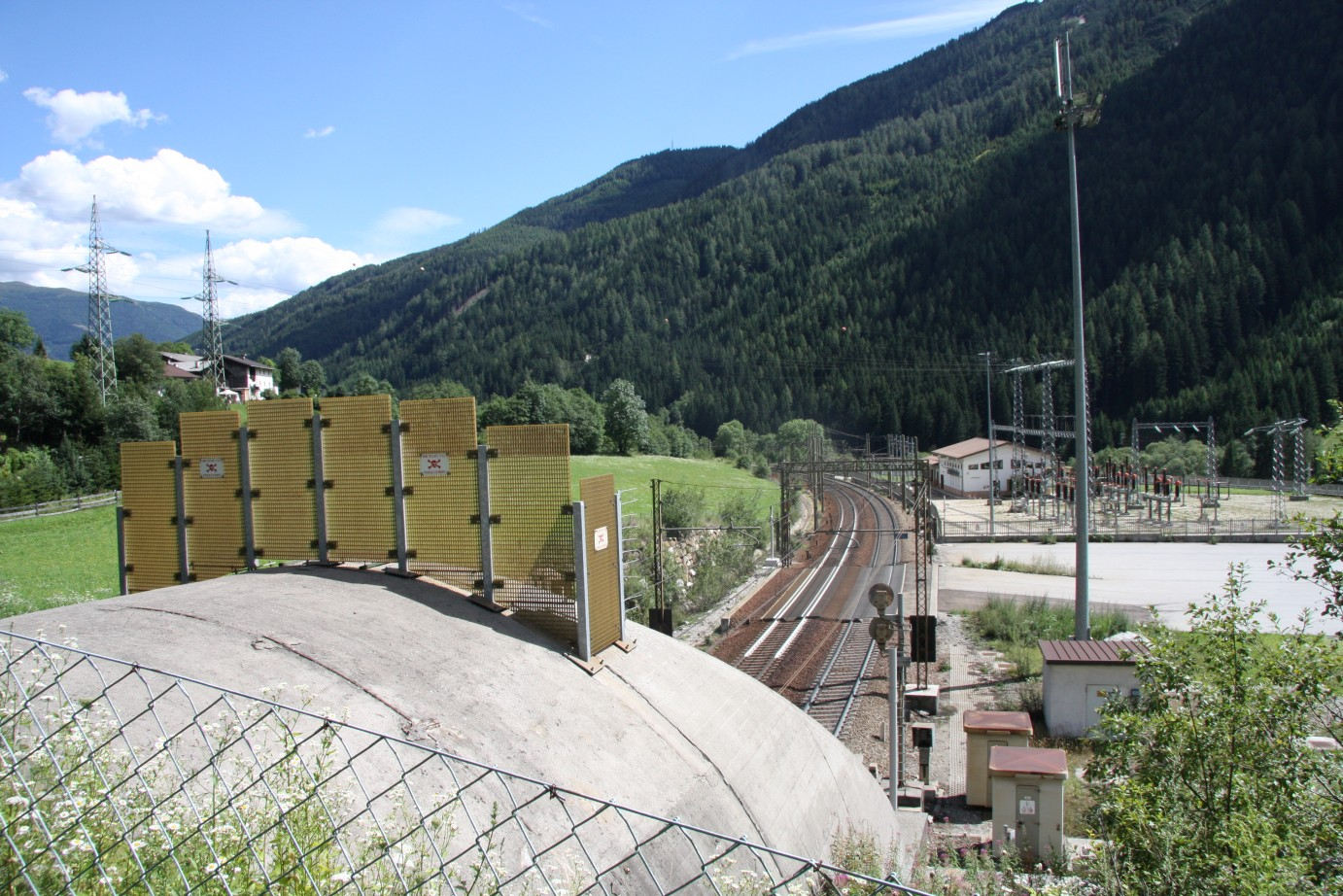
Der Rettungsplatz am Südportal  mit Aufgleisstelle für Zweiwegefahrzeuge
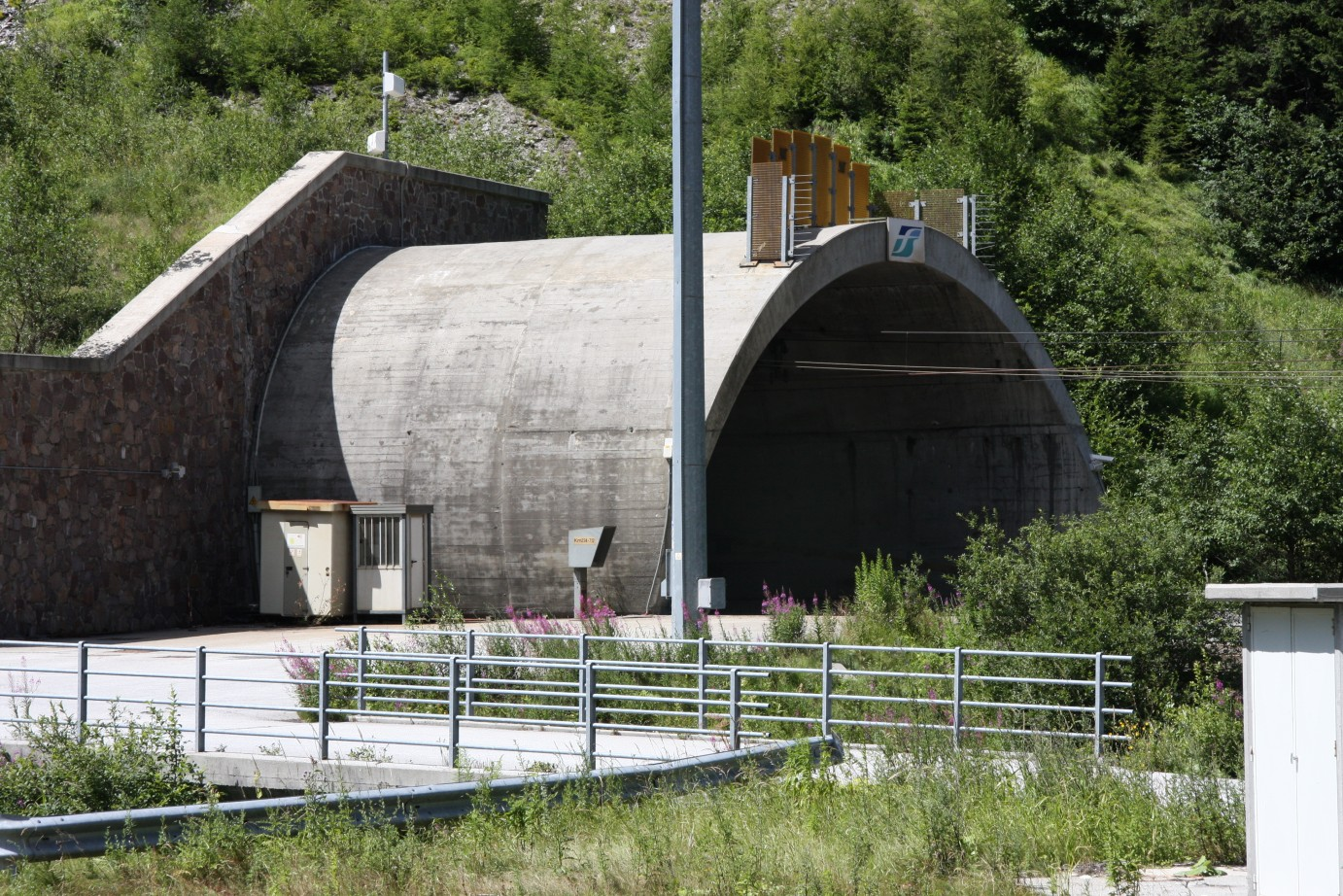
Das Nordportal bei Brennerbad / Terme di Brennero
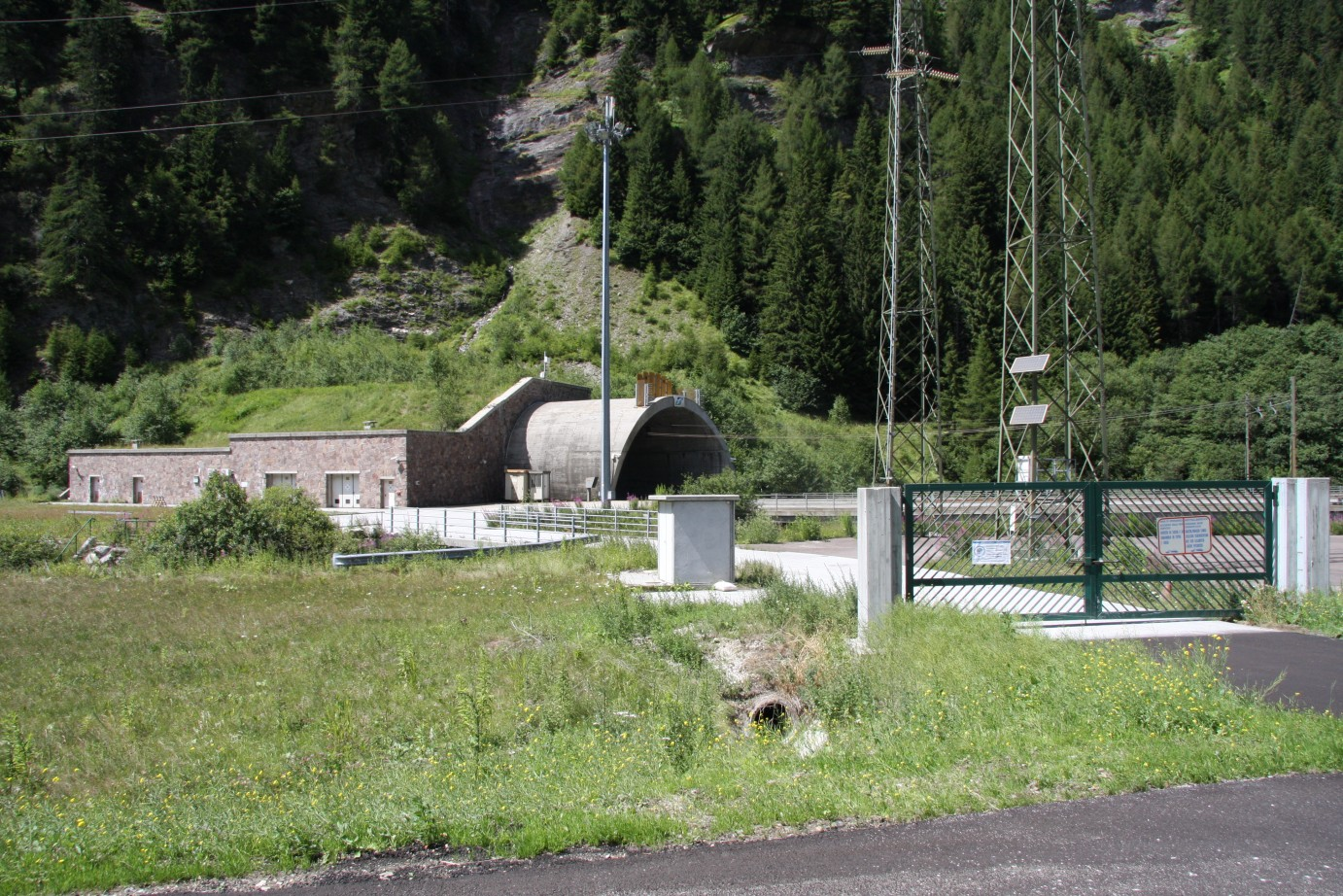
Die Umgebung am Nordportal bei Brennerbad / Terme di Brennero